# Wilhelmine Canz

Wilhelmine Canz

Wilhelmine Canz (* 27. Februar 1815 in Hornberg; † 15. Januar 1901 in Großheppach) war Gründerin der Großheppacher Schwesternschaft.

## Biographie
Wilhelmine Canz, deren vollständiger Geburtsname Friederike Wilhelmine Gottliebin Canz lautet, war das zweite Kind der Eheleute Canz. Der Vater stammte aus Herrenberg und war Oberamtsarzt und Apotheker in Hornberg. Er hatte sich in zweiter Ehe mit einer geborenen Cronmüller verheiratet. Er verstarb 1822 mit nur 57 Jahren.
Wilhelmine wurde stark durch ihren Bruder Karl geprägt, durch den sie mit der Hegel’schen Philosophie in Berührung kam, aber auch eine evangelikale Prägung erhielt. Einige Zeit lang führte sie ihm mit ihrer Mutter in seiner Pfarrei den Haushalt; zunächst in Buchenberg im Schwarzwald, dann in Bischoffingen am Kaiserstuhl, wo sie mit ihrer Nichte Amalie Rhode zusammentraf. Durch die Nähe zu Königsfeld lernte sie die täglichen Losungen der Herrnhuter Brüdergemeine kennen. Wilhelmine Canz sammelte in der Gemeinde Bischoffingen erste Erfahrungen in der Arbeit mit Kindern. Außerdem lernte sie die Anstalt für Kleinkinderpflegerinnen in Nonnenweier und deren Leiterin Regine Julie Jolberg kennen, die ihr sehr nahelegte, eine ähnliche Einrichtung in Württemberg aufzubauen, wofür sie aber beim Prälaten Sixt Karl Kapff in Stuttgart und dem Pfarrer Jakob Heinrich Stadt in Korntal keine Unterstützung fand. Wilhelmine Canz hatte zunächst das Ziel, die dialektische Philosophie zu widerlegen. In dieser Zeit schrieb sie ihren Roman, der unter dem Titel Eritis sicut deus ohne Verfasserangabe im Verlag des Rauhen Hauses veröffentlicht wurde. In diesem Roman treten Friedrich Theodor Vischer als „Ästhetikdozent Dr. Robert Schärtel“ sowie, als „Professor E.“, der württembergische Arzt Carl August von Eschenmayer auf.
Der plötzliche Tod des Bruders 1854 zwang Wilhelmine Canz als unverheiratete Frau zusammen mit ihrer Nichte, eine neue Aufgabe und Bleibe zu finden. 1855 kam sie aufgrund einer Anfrage nach Großheppach und errichtete mit Unterstützung der Kirchengemeinde die erste Kinderpflege. Am 3. Mai 1856 kamen Therese Leyerle und Lotte Egner als erste Lernschwestern in die neu gegründete Bildungsanstalt für Kleinkinderpflegerinnen. Nach und nach bekam Wilhelmine Canz weitere Unterstützung. Ihre Nichte Amalie Rhode verließ 1874 die Schwesternschaft nach ihrer Heirat.
Canz hatte auch im Blick, dass die Kinderschwestern, die nicht so hoch bezahlt wurden wie Krankenschwestern, einen Rückzugsraum für ihren Lebensabend benötigten. Schon während ihrer Arbeit in den Gemeinden waren die Kinderschwestern auf zusätzliche Gaben der Gemeindemitglieder angewiesen.
Wilhelmine Canz starb am 15. Januar 1901 in Großheppach an den Folgen einer Krebserkrankung.

### Canz als Pädagogin
Canz interessierte sich für Fröbel-Pädagogik und übernahm für die Kleinkindeinrichtungen die Fröbelkästen. Diese enthielten Legetäfelchen in Form von Vierecken, Dreiecken und weiteren geometrischen Formen. Manchen Elementen der Fröbel-Pädagogik stand sie allerdings ablehnend gegenüber. So war sie sich mit manchen Vertretern der Fröbel–Pädagogik uneins in der Frage, ab wann es sinnvoll sei, eine abstrakte Größe wie Gott zu unterrichten oder aber den Kindern entsprechende Losungsverse beizubringen.

## Familie
Viele Vorfahren von Wilhelmine Canz waren bedeutende Theologen. Zu ihnen gehören:
- Kaspar Kantz, Reformator in Nördlingen
- Israel Gottlieb Canz, Stiftsephorus, Professor in Tübingen

## Ehrung
- 1872 erhielt Wilhelmine Canz auf Anregung der württembergischen Königin Olga Nikolajewna den „Olga–Orden“[1]

## Werke
- [Anon.:] Eritis sicut Deus. Ein anonymer Roman. 3 Bde. Agentur des Rauhen Hauses, Hamburg, 1854. (2. Aufl. 1855)
- [Anon.:] Aufschlüsse über „Eritis sicut Deus“. Müller, Bremen, 1860.
- Die Bildungsanstalt für Kleinkinderpflegerinnen in Großheppach. Erster Bericht von Wilhelmine Canz, Hausmutter. Stuttgart, G. Hasselbrink’sche Buchdruckerei, 1863
- Wilhelmine Canz: Giebt es einen lebendigen Gott? Antwort mit Zeugnissen. Dr. Hahn’sche Druckerei, Mannheim 1896.